# Sfârcea (okręg Dolj)
Sfârcea – wieś w Rumunii, w okręgu Dolj, w gminie Braloștița. W 2011 roku liczyła 1003 mieszkańców.